# (31563) 1999 FW8
1999 FW8 (asteroide 31563) é um asteroide da cintura principal. Possui uma excentricidade de 0.12078410 e uma inclinação de 3.44468º.
Este asteroide foi descoberto no dia 19 de março de 1999 pela LONEOS em Anderson Mesa.